# قانصوه اشرفی
قانصوه اشرفی (به عربی: الظاهر أبو سعيد قانصوه من قانصوه الأشرفي) (پادشاهی: ۱۴۹۸–۱۵۰۰) بیستمین سلطان مملوکی برجی و چهل‌وچهارمین سلطان در ترتیب کل فرمانروایان ممالیک بود. وی برای کمی بیش از بیست ماه در این جایگاه قرار داشت.

## پیش از فرمانروایی
او در آغاز برده قانصوه الفی بود و از سوی او به سلطان اشرف قایتبای هدیه شد. از این‌رو او را قانصوه من قانصوه الأشرفي می‌خواندند.
قانصوه اشرفی در زمان فرمانروایی خواهرزاده‌اش سلطان الناصر ابوالسعادات محمد بن قایتبای در مقام دوات‌دار بزرگ قرار داشت. محمد یک جوان ۱۷ ساله بود که به رفتار ناپسند و ضعف شخصیتی‌اش معروف بود. او از سال‌ها پیش از فرمانروایی با اوباش همنشینی می‌کرد و این موضوع رابطه‌اش با امرا و دولت‌مردان را برهم زد و ارتباط او با دایی‌اش قانصوه اشرفی که همیشه به او کمک می‌کرد و در بحران‌های او با امرا، از او جانب‌داری می‌نمود نیز به تیرگی گرایید. امرا به رهبری ازبک و طومان‌بای (بعدها طومان بای یکم) در طرف دیگر تصمیم گرفتند که او را برکنار کنند و پس از توافق با دایی‌اش قانصوه اشرفی مبنی بر به سلطنت رساندن او، محمد بن قایتبای را در سال ۱۴۹۸ به قتل رساندند.

## فرمانروایی
پس از کشته شدن محمد بن قایتبای، قانصوه اشرفی طبق توافق قبلی با امرا به سلطنت رسید و به ملک ظاهر ابوسعید ملقب گردید. او اتابک ازبک را به فرماندهی سپاه و طومان‌بای را به مقام دوات‌داری و به دلیل نقش پررنگی که در سرنگونی محمد بن قایتبای ایفا نمود، به جایگاه وزارت گمارد.
قانصوه در واقع اسماً سلطان بود و قدرت اصلی در دست امرا بود. اگر کسی از او چیزی می‌پرسید، می‌گفت "نمی‌دانم!" تا جایی که مصری‌ها او را " سلطان نمی‌دانم " می‌نامیدند.
طومان‌بای با وجود مناصبی که سلطان قانصوه به او بخشیده بود، طمع پادشاهی در سر می‌پروراند، اما از جانبلاط (بعدها الاشرف جانبلاط) هراس داشت. بنابراین با قصروه، نايب شام که در مصر علیه سلطنت شورش کرده بود، توطئه را آغاز نمود. هنگامی که قانصوه از این ماجرا آگاه شد، شایعه شد که او فرمان دستگیری طومان‌بای را در منطقه مصر علیا صادر نموده است. این شایعه، به گفته ابن ایاس، علت سرنگونی فرمانروایی قانصوه بود؛ زیرا امرا هنگامی که این شایعه را شنیدند و آن را باور کردند، تصمیم گرفتند که از قانصوه خلاص شوند. هنگامی که او از این ماجرا آگاه شد، از آن‌ها گریخت و وارد بخش الحریم دژ جبل شد و در یک حجره پنهان شد و هیچ‌کس از جای او آگاهی نداشت.

## برکناری از پادشاهی و جانشینی او
امرا قانصوه اشرفی را پس از کمی بیش از بیست ماه فرمانروایی، در سال ۱۵۰۰م از پادشاهی برکنار نموده و بر سر جانشینی او با یک‌دیگر به اختلاف برخوردند. در این میان طومان‌بای از پادشاهی جانبلاط پشتیبانی نمود و او جانشین قانصوه گردید.

## پیوند ازدواجی با دیگر سلاطین برجی
سلطان قانصوه اشرفی برادر اصل‌بای (همسر اشرف قایتبای و مادر ناصرالدین محمد بن قایتبای) بود و از این‌رو، دایی سلطان پیش از خود به‌شمار می‌رفت و در دوره پادشاهی محمد بن قایتبای خال السلطان (دایی سلطان) نامیده می‌شد. وی همچنین با مصربای که بیوه خواهرزاده‌اش، ناصرالدین محمد، بود، پیمان زناشویی بست.

## بن‌مایه‌ها
- ابن إیاس الحنفی، زین الدین أبو البرکات محمد بن أحمد، بدائع الزهور فی وقائع الدهور.

1. ↑  ابن ایاس، بدائع الزهور، ج۳: ۴۰۴ و ۴۰۵.